# Medienentwicklungsplan
Unter Medienentwicklungsplan versteht man in Baden-Württemberg jenes Dokument der Schulentwicklung, nach dessen Zertifizierung durch das Landesmedienzentrum Baden-Württemberg sowie in Abstimmung mit dem Schulträger am Ende des Prozesses die Gelder des Digitalpakts für digitale Infrastruktur an allgemeinbildenden Schulen abgerufen werden können. Die Bezeichnung für das Dokument unterscheidet sich in verschiedenen Ländern. So spricht man beispielsweise im Land Berlin vom Medienkonzept.

## Geschichte
Am 15. März 2019 stimmte der Bundesrat nach dem Bundestag der Änderung des Grundgesetzartikels Art. 104c zu, womit der Digitalpakt endgültig beschlossen war. Ziel des Ende 2019 auf den Weg gebrachten Digitalpaktes ist es, die technische Ausstattung der Schulen zu fördern. Diese Förderung besteht aus 5 Milliarden Euro, die zunächst in den Ausbau infrastruktureller Maßnahmen wie W-LAN, Access Points und Ausbau der Verkabelung gesteckt werden sollten.
In der dazugehörigen Seite des Ministeriums für Kultus, Jugend und Sport Baden-Württemberg heißt es dazu:

„Förderfähig sind u. a.:
- Investitionen in den Aufbau oder die Verbesserung digitaler Infrastrukturen von Schulen, wie z. B. die digitale Vernetzung bzw. Verkabelung im Schulgebäude und auf dem Schulgelände,
- WLAN,
- Anzeige- und Interaktionsgeräte, wie z. B. Displays und interaktive Tafeln, einschließlich Steuerungsgeräte
- digitale Arbeitsgeräte (insbesondere für die technisch-naturwissenschaftliche Bildung oder die berufsbezogene Ausbildung),
- lokale schulische Serverlösungen unter bestimmten Bedingungen (z. B. als Pufferspeicher bei unzureichender Bandbreite),
- Strukturen für die professionelle Administration und Wartung digitaler Infrastrukturen im Zuständigkeitsbereich von Schulträgern.“

Bis vor Ausbruch der Corona-Krise waren die Ausgaben für technische Geräte für Schüler auf 25.000 Euro begrenzt. Um Schülern digitalen Fernunterricht zu ermöglichen, wurde das sogenannte „Sofortausstattungsprogramm“ ins Leben gerufen, einer weiteren Förderung, einem Hilfspaket, das es den Schulträgern erlaubt, Mittel aus dem Digitalpakt in technische Geräte für Schüler zur Verfügung zu stellen. Da die Gelder für den Digitalpakt bis Mitte 2020 nur marginal abgerufen wurden, wurde die Einreichung des Medienentwicklungsplans zum Erhalt der Fördergelder ausgesetzt. Der Medienentwicklungsplan kann seitdem nachgereicht werden. Die Schulträger müssen aber das Geld vorstrecken.

## Verantwortliche
Verantwortlich für die Erstellung des Medienentwicklungsplans sind die jeweiligen Schulen. Hilfe und Unterstützung bekommen die Schulen vom Landesmedienzentrum und als medienpädagogische Beratung von den jeweiligen Kreismedienzentren vor Ort. An einigen allgemeinbildenden Schulen wurde die Erstellung des Medienentwicklungsplans mit einer Funktionsstelle verknüpft, die dem Bewerber ermöglichte, Hauptverantwortlicher zu werden und in die Besoldungsgruppe A 14 zu wechseln. Das Landesmedienzentrum Baden-Württemberg unterstützt die Schulen zudem mit einem Webtool, das Schulträger und Schulen ein koordiniertes Vorgehen ermöglicht.